# Гварионекс
Гварионекс (лат. Guarionex, утопио се 11. јула 1502), поглавица  (кацик) народа Таино на Хаитију у време открића и најранијег периода шпанске колонизације.

## Биографија

### Сарадња са колонистима
Гварионекс се први пут помиње у Првој декади књиге О новом свету шпанског историчара Пјетра Мартира (објављеној 1504), као пријатељски поглавица настањен у подножју планине Сигвана на северној обали Хиспањоле.У време Каонабовог устанка и велике глади на Хаитију 1494. године (од које је умрло око 50.000 домородаца), поделио је знатну количину намирница колонистима и дао своју кћер за жену Колумбовом преводиоцу, покрштеном Индијанцу Дијегу Колумбу, како би се спријатељио са адмиралом..
У пролеће 1496, по Колумбовом одласку у Шпанију, његов брат Бартоломео, као гувернер острва, отворио је руднике злата у планинама Сибао и почео да подиже утврђења у унутрашњости. Гварионекс је у јуну 1496. исплатио данак Бартоломеу и снабдео његову војску храном. Средином јула стигле су из Шпаније три каравеле са залихама, које су донеле Колумбова наређења да се колонија премести из Исабеле у Санто Доминго на јужној обали острва, и да се сви домороци ухапшени због напада на колонисте пошаљу у Шпанију. Укупно је послато у Шпанију 300 индијанских робова. Након пресељења већине колониста у нови град на јужној обали, Бартоломео Колумбо је подигао низ утврђења између Исабеле и Санто Доминга: најважније је било Ла Концепцион, које је чувало руднике злата у области Сибао. Изазвани насиљем посаде у утврђењу, у лето 1497. локалне поглавице су почеле да се буне, позвавши у помоћ и Гварионекса, кога су изабрали за вођу. Сазнавши о томе, Бартоломео Колумбо је на препад, ноћу, ухапсио Гварионекса и још 13 поглавица у њиховим селима, и погубио двојицу најратоборнијих. Пошто се око 6.000 Индијанаца окупило да тражи пуштање осталих поглавица, Бартоломео их је ослободио, након чега је Гварионекс одржао окупљенима помирљив говор о потреби покоравања колонистима, после чега се читава земља умирила.

### Побуна
Међутим, део незадовољних шпанских колониста (око 70 људи), које је предводио вођа рудара Хименес Ролдан, главни судија на острву, одметнуо се од Бартоломеа Колумба и почео да живи од пљачке. Не могавши да трпи њихова насиља, Гварионекс се са породицом и делом ратника одметнуо у брда на северној обали (која су Индијанци називали Сигвана), западно од Изабеле, повремено нападајући колонисте и убијајући све хришћане на које би наишао. За то време, побуњеници су се утврдили на западној обали острва, и придобили за себе посаде неколико бродова са залихама, које је Колумбо послао из Шпаније током свог трећег путовања (у јуну 1498), док се сам Колумбо са три брода задржао истражујући далеко на југу, све до ушћа реке Ориноко, и стигао је на Хиспањолу тек у септембру 1498.
Затекавши Хиспањолу у расулу (септембра 1498), Колумбо је затражио војну помоћ из Шпаније против Ролданових побуњеника, а са властитим снагама одлучио је да угуши побуну Гварионексовог племена. Бартоломео Колумбо кренуо је у планине Сигвана са 90 пешака и неколико коњаника, уз око 3.000 индијанских савезника. На прелазу реке у подножју планине, Шпанце је дочекало око 6.000 индијанских ратника, ишараних ратничким бојама од чела до колена, као Трачани од старине. Након што су засули противнике кишом стрела и копаља и ранили неколико људи, Индијанци су пред јуришом шпанских коњаника утекли у шуму, где их Шпанци због своје тешке опреме нису могли следити. Међутим, вођени од индијанских савезника, Шпанци су постепено напредовали, одбијајући нападе Индијанаца, узимајући мноштво заробљеника и спаљујући напуштена села. Најзад, Бартоломео је послао гласнике локалном поглавици, Мајобанексу, тражећи да преда Гварионекса у замену за мир и опроштај. Иако је племенски савет био за предају поглавице, Мајобанекс је одбио да га преда као свог госта и јунака, и рат се наставио пуна три месеца. Након што је Мајобанексово село Капрон освојено и спаљено, преживели Индијанци су побегли у непроходне планине, али се и шпанска војска осула, пошто се већина насељеника, изморена ратом, вратила на своје плантаже, тако да је Бартоломеу остало једва 30 шпанских војника. После упорне потере са ловачким псима Мајобанекс је ухваћен, док су Гварионекса издали локални Индијанци. Сем њих двојице, Колумбо је помиловао све који су се предали и вратили обради земље.

### По Бартоломеу де лас Казасу
Бартоломео де лас Казас у својој књизи Кратак извештај о уништавању Индија пише да је Гварионекс био краљ земље Магва (у преводу Земља равнице), која је обухватала велику равницу од северне до јужне обале острва Хаити и планинску покрајину Сибао у унутрашњости, која је била богата алувијалним златом. Лас Казас наводи да је краљ био стрпљив и вредан човек пун врлина, веран слуга шпанске краљевине, чији су поданици више година по његовој вољи плаћали данак у злату (по једну шупљу тикву златног праха годишње на свако домаћинство), све док алувијално злато није пресушило. Након тога, краљ је понудио да плаћа данак у производима своје земље. Упркос потпуној сарадњи са колонистима, шпански заповедник Франсиско Ролдан отео му је и силовао жену, после чега је поглавица побегао у добровољно изгнанство једном од својих вазала (Мајонабексу), у област звану Сигвајос (шп. Ciguayos). Када се сазнало за његово бекство, за њим је упућена читава војска и после страховитог покоља, поглавица је заробљен и у ланцима стрпан у брод за Шпанију, који је потонуо у страховитој олуји (11. јула 1502. године). Према Лас Касасовом извештају – једином који имамо – овај Гварионекс је био један од четири краља на Хаитију, који су сви заједно са Франсиском Бобадиљом и Франсиском Ролданом погинули у бродолому. Остали су били Каонабо, Бехечио и Хигванама.